# Skapa moya, skapi moy
Pour plus de détails, voir Fiche technique et Distribution.
Skapa moya, skapi moy (Скъпа моя, скъпи мой) est un film bulgare réalisé par Eduard Zahariev, sorti en 1986.

## Synopsis
Ivan et Ana passe du temps avec leurs deux enfants dans la maison d'été d'un ami d'Ivan. Un jour, Vlado, un jeune homme qui a quitté l'université arrive dans la maison et Ivan sent que l'attitude de sa femme a changé.

## Fiche technique
- Titre : Skapa moya, skapi moy
- Titre original : Скъпа моя, скъпи мой
- Réalisation : Eduard Zahariev
- Scénario : Plamen Maslarov et Eduard Zahariev d'après le roman d'Alexander Tomov
- Musique : Mitko Shterev
- Photographie : Stefan Trifonov
- Montage : Magda Krasteva
- Société de production : Boyana Film
- Pays :  Bulgarie et  Hongrie
- Genre : Drame
- Durée : 107 minutes
- Dates de sortie : 
  -  Bulgarie : 3 février 1986

## Distribution
- Mariana Dimitrova : Ana
- Plamen Sirakov : Ivan
- Ivan Donev : Vlado
- Raya Bachvarova : Raya
- Andrey Todorov : Andro
- Anton Radichev : Mitko
- Stoyan Stoev : Grigor
- Ana Guncheva : Minka
- Bozhidar Iskrenov : Bozho
- Katya Todorova : Sasedkata
- Blagovest Argirov : Blago
- Svetoslav Argirov : Svet
- Pepa Armankova : Pepa

## Distinctions
Le film a été présenté en sélection officielle en compétition lors de Berlinale 1986.